# Mehdi Abeid
Mehdi Abeid (Montreuil, 6 augustus 1992) is een Algerijns voetballer die doorgaans als middenvelder speelt. Hij werd in mei 2024 transfervrij nadat zijn contract bij Istanbul Başakşehir afliep. Abeid debuteerde in 2015 in het Algerijns voetbalelftal.

## Clubcarrière
Abeid speelde in de jeugd bij Thiais, US Alfortville en RC Lens. Op 25 mei 2011 tekende hij een vijfjarig contract bij Newcastle United. In januari 2013 werd hij voor zes maanden uitgeleend aan St. Johnstone, waar hij twaalf wedstrijden zou meespelen. Tijdens het seizoen 2013/14 werd hij uitgeleend aan het Griekse Panathinaikos. Hij maakte in 32 competitieduels negen doelpunten. Na zijn Grieks avontuur keerde hij terug bij The Magpies. In de eerste seizoenshelft van het seizoen 2014/15 speelde Abeid mee in drie competitieduels en drie bekerwedstrijden. In augustus 2015 tekende hij een contract tot medio 2018 bij Panathinaikos.

## Interlandcarrière
Abeid maakte op 13 juni 2015 zijn debuut in het Algerijns voetbalelftal, in een met 4–0 gewonnen kwalificatiewedstrijd voor het Afrikaans kampioenschap 2017 tegen de Seychellen. Na 85 minuten speeltijd verving hij Islam Slimani. Op het toernooi zelf kreeg hij één minuut speeltijd. Abeid won twee jaar later met Algerije het Afrikaans kampioenschap 2019. Hierop kreeg hij wat meer speeltijd.

## Erelijst
| Competitie            |               |               |               |               |
| Competitie            | Aantal        | Jaren         |               |               |
| Panathinaikos         | Panathinaikos | Panathinaikos | Panathinaikos | Panathinaikos |
| --------------------- | ------------- | ------------- | ------------- | ------------- |
| Beker van Griekenland | 1x            | 2013/14       |               |               |
| Algerije              |               |               |               |               |
| Afrikaans kampioen    | 1x            | 2019          |               |               |